# Deportivo Miranda Fútbol Club
Deportivo Miranda Fútbol Club es un club de fútbol profesional venezolano con sede en Caracas, Venezuela. Actualmente juega en la Segunda División de Venezuela y disputa sus partidos como local en el Estadio Brígido Iriarte. 
Fue fundado el 18 de agosto de 1948 en Caracas bajo el nombre «Deportivo Italia», pero tras un cambio de dueños, es transferido en 2010 a la parroquia de Petare, en el estado Miranda, cuando su nombre fue cambiado por «Deportivo Petare» el 20 de julio de 2010. Cinco años más tarde, su nombre pasa a ser Petare Fútbol Club, para posteriormente, en 2018, bajo una nueva directiva, añadir de vuelta la palabra Deportivo en frente de Petare Fútbol Club. En 2023 cambia su nombre a «Deportivo Miranda».
Fue considerado como el mejor equipo venezolano del siglo XX —junto al Estudiantes de Mérida, según la IFFHS— cuando llevaba el nombre Deportivo Italia.

## Historia

### Inicios como Deportivo Italia

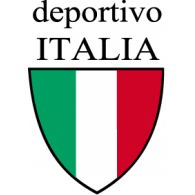
Logo fundacional.

Fundado el 18 de agosto de 1948 como Deportivo Italia Fútbol Club por la iniciativa de un grupo de inmigrantes italianos, encabezados por: Carlo Pescifeltri, Lorenzo Tommasi, Bruno Bianchi, Giordano Valentini, Samuel Rovatti, Angelo Bragaglia, Giovanni de Stefano, Giuseppe Pane, Alfredo Sacchi y Romano Consolini.
Los primeros años de "los Azules" (sobrenombre del Deportivo Italia, debido al color de la camiseta igual al del equipo nacional italiano de fútbol) fueron caracterizados por escasos triunfos: el mejor fue el obtenido en la "Copa Venezuela" amateur de 1949-1950 (y en la participación en el Torneo Internacional de Caracas de 1950).
En 1958 Mino D'Ambrosio tomó el mando del Deportivo Italia y junto con su hermano Pompeo D'Ambrosio (que asesoró financiariamente el equipo) hizo alcanzar al Italia los máximos galardones en el balompié venezolano.

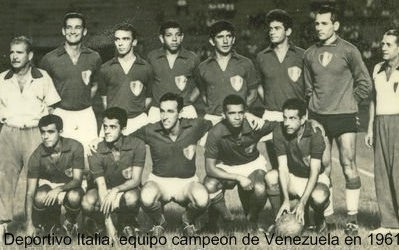
Deportivo Italia en 1961

La "gestión D'Ambrosio" del equipo duró hasta 1978 y fue caracterizada por cuatro cetros nacionales (1961, 1963, 1966 y 1972), cinco subcampeonatos (1965, 1968, 1969, 1970 y 1971), tres Copa Venezuela (1961, 1962 y 1970), un subcampeonato de Copa Venezuela (1976) y seis participaciones en la Copa Libertadores (1964, 1966, 1967, 1969, 1971, 1972) siendo el primer equipo venezolano en participar, el primero en pasar a la segunda ronda (1964) y el primer equipo venezolano en vencer a un equipo brasileño en torneos internacionales, cuando venció en el estadio Maracaná al Fluminense en 1971 (el famoso "Pequeño Maracanazo"), además, de destacadas actuaciones ante equipos europeos de la talla del Milan AC de Italia (1968).

Sin duda para Venezuela fue una bendición eniquecerse culturalmente con inmigrantes como los hermanos D'Ambrosio. Fueron ellos unos de los responsables de que en la década de los sesenta y setenta, con el Deportivo Italia como protagonista, Venezuela diera sus primeros pasos hacia la grandeza con logros futbolísticos realmente importantes. Javier Briceño

En el año 1963 fichó con el equipo uno de los mejores futbolistas venezolanos de todos los tiempos, Luis Mendoza, elegido jugador del año en 1966. "Mendocita" (como era apodado por la prensa) es de madre italiana y empezó a jugar en Italia. Fue dirigido por el entrenador brasileño Orlando Fantoni, quién le sugirió jugar en el mediocampo, donde destacaría hasta 1970.
Entre los jugadores más destacados se apreciaron: Vito Fassano, Augusto Nitti, Carlos Marín, Freddy Elie, Manuel Tenorio, Vicente Arruda, Lorenzo Delman Useche, Rui da Costa, Alcyr Freitas (Waldir Pereira “Baiano”), Bendezú Negri y Renzo Scuteri.
Después de la prematura muerte de Mino D'Ambrosio en 1980, el Deportivo Italia no consiguió mantenerse al mismo nivel hegemónico en el balompié venezolano, obteniendo solamente un modesto título de subcampeón en 1984.

### Primera crisis (1996)
Después de casi 50 años el Deportivo Italia cambió de nombre por primera vez.
En julio de 1996, el Italia padeció una severa crisis económica y cedió su franquicia mediante un convenio bilateral a la Alcaldía del Municipio Chacao en Caracas. Posteriormente, la alcaldesa de Chacao, Irene Sáez y el presidente del Deportivo Italia, Eligio Restifo, mediante la intervención del señor Jaime Meier y del Ministro de Deportes de Brasil para ese entonces, Edson Arantes do Nascimento "Pelé", entraron en conversaciones con directivos de la empresa de productos lácteos Parmalat en Sao Paulo. La multinacional italiana Parmalat, luego de estudiar el caso, decidió invertir en el fútbol venezolano. Es así como en agosto de 1996, se fundó el "Deportivo Chacao Fútbol Club C.A." con el 95% de su capital detentado por la empresa láctea italiana. Al mismo tiempo fue nombrado como presidente un directivo brasileño de la multinacional, el Sr. Ricardo Morici. En abril de 1997, Morici fue relevado en el cargo por Giovanni Bonici quien se mantuvo hasta marzo de 2004.
Sin embargo los directivos buscaron con lo que pudieron una forma de poder ascender a la primera división y construir lo que después serían algunos de los excelentes años del Deportivo Italia: entrenadores del club se centraron en jugadores de la Salle Fc..
Posteriormente, en agosto de 1998, por resolución conjunta de las Juntas Directivas de Parmalat, la Asociación Deportivo Italia y del Deportivo Chacao Fútbol Club, se convino en cambiar la denominación del club por la de Deportivo Italchacao Fútbol Club C.A, conservando los colores, los títulos y la historia de más de 50 años del Deportivo Italia.

### Deportivo Italchacao
El Italchacao se tituló campeón de Venezuela en la temporada 1998-1999, luego de vencer al Deportivo Táchira por 5-1 en Caracas y 2-1 en San Cristóbal. Al sumar las 4 estrellas ganadas por el Deportivo Italia se convirtió en el segundo pentacampeón venezolano (después del Portuguesa FC), ganándose a su vez el derecho de representar a Venezuela en la Copa Pre Libertadores 2000 frente a clubes mexicanos.
Posteriormente con el patrocinio de la Parmalat, en la temporada 1999-2000, el Italchacao obtuvo el subcampeonato nacional, ganando nuevamente el derecho a representar a Venezuela en la Pre Libertadores 2001 frente a clubes mexicanos. En la temporada 2000-2001, el Deportivo Italchacao ganó el derecho a representar a Venezuela en la Copa Merconorte 2001 ante clubes de México, Colombia y Estados Unidos.
A nivel internacional, Italchacao participó dos veces en la Pre Libertadores (años 2000 y 2001), estando cerca de avanzar en ambas ocasiones y obteniendo sonados empates en México ante Atlas y América. También intervino en la Copa Conmebol ante Deportes Quindío de Colombia en 1998. Así como en la Copa Merconorte en 2001 y en la Copa Sudamericana en 2003 -ante San Lorenzo de Almagro- y 2004.
Entre los jugadores que han pasado por sus filas desde los noventa hasta el 2004 vale mencionar, entre otros, a Manuel Sanhouse, Gilberto Angelucci, Renny Vega, Ailton Da Silva, Rogerio Pereira, Rubén Darío Forestello, Alfredo Turdo, Nelson Pizarro, Rubén Chávez, Giovanni Pérez, Héctor Pablo Bidoglio, Rubén Yori, Emilio Rentería, Carlos Navas, Alejandro Cichero, Dionny Guerra, Félix Hernández, Leopoldo Jiménez, Daniel Díez, Vicente Suanno, José Ferreira Neto, Silvio "el Twety" Carrario, Pablo Bezombe, Rafael Castelin, Stalin Rivas, Cari Cari Noriega y Cristian Cásseres.
Los entrenadores más destacados del equipo en el periodo lácteo, fueron el brasileño Casimiro Mior, el venezolano Rafael Santana y la dupla de hermanos argentinos Raúl y Fernando Cavalleri.

### Segunda crisis, descenso y frustración
Entre 2003 y 2004, con la crisis estrepitosa de Parmalat (su principal patrocinante desde finales de los noventa), el equipo entró en una crisis deportiva e institucional. El equipo, dirigido por Raúl Cavalleri, pudo a duras penas entrar en la Copa Sudamericana para luego ser cedido a las empresas Savoy y Marriott Hotels y Editorial Melvin. El equipo municipal, ahora llamado "achocolatado", no pudo conseguir refuerzos de gran valía que acompañasen a Daniel Díez y Vicente Suanno, y que a su vez supliesen la salida de Daniel Noriega, Leopoldo Jiménez, Wilfredo Alvarado y Cristian Cásseres. Finalmente y pese al apoyo inicial de su público y algunos resultados positivos (como la goleada 6 por 2 al Estudiantes de Mérida), el equipo descendió en la temporada 2004-2005, luego de quince encuentros consecutivos sin obtener victorias y en la última posición de la Primera División Venezolana.
La siguiente temporada representó para el conjunto azul de la capital el estar por vez primera, incluyendo su época dorada como Deportivo Italia, en la liga de ascenso (segunda división) del fútbol venezolano. Su plantilla contó en la temporada 2005-2006 con jugadores como Deusdedit Caguana, Luis Madriz, Yoimer Segovia, Víctor Ordóñez, Ricardo Ettari y los refuerzos argentinos Sebastián Barclay y Claudio Pronetto, bajo la dirección técnica del también argentino Jorge Cardone. El conjunto azul logró una aceptable actuación en el torneo Apertura de la Segunda División de Venezuela y avanzó al torneo final ("Clausura").
Las primeras jornadas de este representaron una buena cosecha de puntos para el cuadro italiano, basados en los goles de Maximiliano Álvarez. Al iniciar la segunda vuelta, el equipo ocupaba los primeros lugares y era junto a Portuguesa Fútbol Club el máximo favorito para ascender. Los malos resultados en esa segunda parte del torneo representaron la salida de la dirección técnica de Cardone y el arribo de Nerio Hernández a la misma, sin lograr revertir la situación. Finalmente, los ascendidos fueron Portuguesa FC y Zamora FC, quedando el Italchacao por un año más, al menos, en la segunda división Venezuela. Para la temporada 2006/07 el equipo asciende a la segunda fase del torneo de segunda división del fútbol profesional venezolano ("El Clausura").

### Regreso a la Primera División como Deportivo Italia
Para el año 2007, "Deportivo Italchacao" deja de llamarse así para denominarse nuevamente "Deportivo Italia", contando a Raúl Cavalleri como director técnico. La Primera División venezolana tuvo una expansión de 8 equipos para la temporada 2007/2008, lo que favorece al Deportivo Italia. En su retorno el equipo culminó sexto en la tabla acumulativa de la temporada 2007/2008
En diciembre de 2008 el Italia (dirigido por el joven entrenador Eduardo Saragó) se consagra campeón del torneo Apertura, obteniendo así el cupo directo para la Copa Libertadores 2010. Posteriormente, para el primer semestre de 2009, el Deportivo Italia intentó ganar su sexta estrella en el campeonato nacional, pero un flojo torneo Clausura 2009, en donde sólo lograron sumar 20 puntos, hizo que tuviera que disputar la gran final del campeonato 2008-2009 ante el ganador del Torneo Clausura 2009, el Caracas Fútbol Club. El partido de ida (23 de mayo de 2009), quedó en empate a un gol y Cristian Cásseres (capitán y jugador franquicia) anotó por los azules. En el partido de vuelta (31 de mayo de 2009 ante 12.500 personas), el Italia intentó bordear en su escudo su sexto campeonato, pero se encontró ante un Caracas Fútbol Club que estaba en su día y su accionar no se hizo esperar: el cuadro rojo superó al Italia por un marcador de 0-5, en una final que quedaba 1-6 a favor del Caracas y coronaba su décima estrella dejando al Deportivo Italia subcampeón del país.
Luego, el Deportivo Italia empezó a reforzarse y a concentrarse en el siguiente Apertura 2009, en donde lograron incluir en su bando a jugadores de gran trayectoria en el país como Gabriel Urdaneta, Leopoldo Jiménez, David Mcintosh, y a jóvenes como Gianfranco Di Julio y los argentinos Javier López y Emerson Panigutti. Durante ese torneo, el equipo anduvo muy bien, ganando partidos tanto de local como de visitante y llegando a la última jornada de líder con 36 puntos. Pero en el partido final enfrentó al novel equipo Deportivo Lara, quién lo venció 1-0 con un gol de Mauricio Chalar ante 3.000 personas. El título quedó finalmente en manos del Deportivo Táchira.
Para el Clausura 2010 y la Copa Libertadores 2010, el cuadro itálico sumó en sus filas al experimentado arquero boliviano José Carlo Fernández, al delantero Amir Buelvas, al volante ofensivo Timshel Tábarez entre otros. Sin embargo, en la Copa Libertadores 2010 no lograron ganar ni un partido y sumaron solo un punto al empatar 2-2 en el Olímpico de la UCV de Caracas ante el Cruzeiro.
Al final, el Deportivo Italia no consiguió ganar el Clausura 2010, (ganado por Caracas Fútbol Club), pero logró un cupo para la primera fase de la Copa Libertadores 2011 al hacer 69 puntos en la tabla acumulada.

### Deportivo Petare

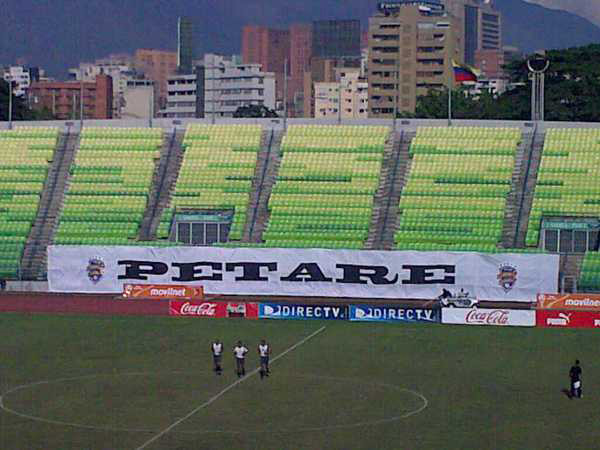
Pancarta alusiva al primer juego del Deportivo Petare en el Estadio Olímpico de la UCV.

En julio de 2010 la junta directiva del equipo decidió aliarse con la Alcaldía del Municipio Sucre del Estado Miranda y un grupo de empresarios privados, y cambiar su denominación a: Deportivo Petare Fútbol Club, convirtiéndolo en un proyecto social deportivo, que funcionaría en la Parroquia de Petare, Municipio Sucre, brindándole oportunidades a los jóvenes de la comunidad para desarrollarse como futuros futbolistas profesionales, por intermedio de sus escuelas y la Liga Municipal. Además, el cambio buscó generar arraigo en Petare, pues a pesar de los excelentes resultados deportivos del equipo, la asistencia al estadio era una de las peores del torneo nacional.
No obstante, el cambio de nombre fue un tema controversial. En su condición de presidente de la Asociación Civil Deportivo Italia, Eligio Restifo defendió lo que consideró una "ilegalidad" en el cambio de nombre del Deportivo Italia a Deportivo Petare, afirmando que en la cesión de los derechos deportivos de la Asociación Civil a la Compañía Anónima Deportivo Italia hay unas condiciones presentadas ante la Federación por medio de un juzgado, las cuales prohíben cualquier cambio de "uniforme, escudo y sede", sin el consentimiento de la propia Asociación Civil. El cambio de nombre es muy antagonizado por su fanaticada italiana, que recuerda lo acontecido con el "Deportivo Italchacao" en 1998. Todavía en el 2020 los italianos de Venezuela recuerdan el nombre original del equipo que los representaba. La Federación Venezolana de Fútbol decidió permitir el cambio de nombre.
Bajo ese nombre participó en la ronda previa de la Copa Libertadores 2011, enfrentándose al club paraguayo Cerro Porteño. Después de esto terminaron en el 3° lugar de la tabla acumulada, pero, por quedar los campeones de torneos debajo de ellos, debieron disputar la novedosa Serie Pre-Sudamericana contra 7 equipos más, enfrentándose primero al Monagas Sport Club, eliminándolo en una emocionante eliminatoria con global de 3-2 (derrota 2-0 en Maturín y victoria 3-0 en el Estadio Olímpico de la UCV para luego quedarse a un gol de la Copa Sudamericana 2011 al caer 1-2 ante Yaracuyanos FC y concluyendo así la temporada. Con esto se despedía su gran entrenador Eduardo Saragó después de 133 encuentros dirigidos y un porcentaje de 43,61. y quien partiría para dirigir al  Deportivo Lara y una gran parte de sus jugadores más significativos, como el central Marcelo Maidana y el defensor David McIntosh. En su lugar llegaría el profesor Manuel Plasencia, experimentado DT.
El 25 de febrero de 2012 Richard "El Avioncito" Blanco se convirtió en el primer jugador del Deportivo Petare en salir al extranjero, tras su buena actuación en el Torneo Apertura 2011 con 14 goles, tuvo varias ofertas de equipos venezolanos y del extranjero al final fue contratado por el Club Deportivo O'Higgins de Chile.
En la 2011-2012 el club tuvo un gran rendimiento en el Torneo Apertura 2011 (Venezuela) en donde logró el 3° lugar comandados por el profesor Plasencia y los goles de Richard Blanco, sin embargo, para el Clausura 2012 quedó ubicado en el puesto 16 y terminó disputando la Serie Pre-Sudamericana en la cual clasificó de 6° con 51 puntos, dónde quedó eliminado en primera ronda ante Monagas Sport Club con agregado de 1-2.
Para la 2012-2013 no lograron poseer una ofensiva que lograra marcar goles, siendo una de las peores delanteras del torneo, lograron el 8° lugar en el Apertura 2012, en donde concluyó la era del profesor Manuel Plasencia tras 58 partidos dirigidos y un porcentaje del 37,93. Llegaría Miguel Ángel Acosta proveniente del Llaneros de Guanare y tras un paúperrimo desempeño en el Clausura 2013, quedando en la 17.ª posición, sería despedido para dar paso a Edson Rodríguez. Finalizó en la Tabla Acumulada de 15° con 36 puntos y no clasificó a la Serie Pre-Sudamericana. Cabe destacar que en esta campaña completaron un récord en Sudamérica de más minutos sin marcar goles, con 954 minutos sin convertir, hasta la segunda jornada del Apertura 2013 cuando Heiber Díaz anotó el empate transitorio en una derrota 1-3 ante Zamora FC.
En la edición 2013-2014 del campeonato de Primera División de Venezuela quedó décimo tercero en el Apertura 2013, en dónde despidieron a Edson Rodríguez para traer a Saúl Maldonado y en el Clausura 2014 culminaron de igual forma en el puesto 13 y en la Acumulada repitieron el 13° lugar, logrando así un cupo a la Serie Pre-Sudamericana donde fueron vapuleados por Trujillanos Fútbol Club por 7-0. El goleador de esta campaña fue Armando Maita con 11 anotaciones. Después de la campaña se alejaría Maldonado y llega el actual DT Jhon Giraldo.
En otro aspecto negativo del club, vale acotar que desde diciembre del 2012 (17ª fecha del Apertura 2012, victoria 3-2 ante Aragua Fútbol Club) hasta abril de 2014 (13ª fecha del Clausura 2014) el conjunto parroquial no logró ganar un partido con la distinción de LOCAL. Pasaron 27 juegos en el Estadio Olímpico de la UCV para que el Petare ganará allí, cuando derrotó 2-1 al Caracas FC en el derbi capitalino.
En la 2014-2015 el Deportivo Petare se salva del descenso tras culminar 15 en el Apertura con 12 puntos y 13 en el Clausura con 16 unidades para salvar la categoría al final de la campaña, 28 puntos y manteniéndose en Primera División. Nuevamente la falta de gol afectó al club al ser el menos goleador del certamen (15 goles convertidos en 34 partidos) pero a su vez fue la segunda mejor defensa (31 goles permitidos en 34 juegos). La gran figura del campeonato para el azul parroquial fue el joven portero Giancarlo Schiavone donde hilvanó una racha de 761 minutos entre el Apertura y el Clausura sin permitir goles.

### Adecuación 2015
En el Adecuación, el Petare aseguró su permanencia en primera tras vencer en la última fecha al Portuguesa con marcador de 2-1.

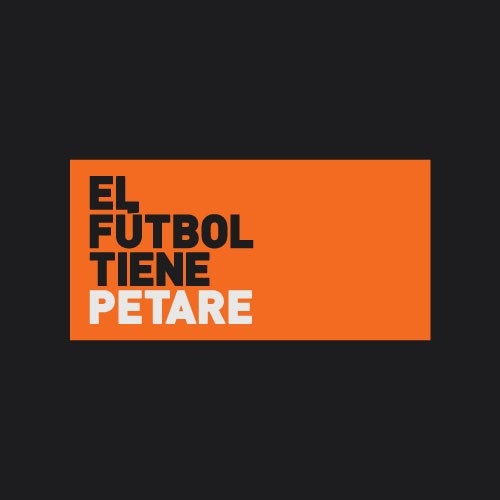
El Bloque. El fútbol tiene Petare. Lema Petare FC

### Proyecto Social Petare Fútbol Club
En 2015 una nueva junta directiva llega al equipo con ideas frescas, y con el objetivo de lograr lo que la directiva saliente no pudo: generar identificación entre la comunidad de Petare y el equipo de fútbol. Fue así como se dio paso a una nueva reestructuración, que eliminó la palabra "Deportivo" para dejar la fuerza concentrada en el eje central del proyecto: Petare. Se planteó un concepto que buscó darle sentido a la esencia social del proyecto, se definió un elemento gráfico que representa el valor que aporta cada integrante del club, y se realizó un nuevo escudo que identifica al equipo.
Petare FC afrontaba en el segundo semestre del 2015 el Torneo de Adecuación y la Copa Venezuela, y buscaba comenzar con buen pie para llevar alegrías a sus seguidores petareños. Desafortunadamente, el proyecto no dio sus frutos: en el campeonato de 2016 bajó a la Segunda División, finalizando penúltimo en la división de honor. Al año siguiente (2017), ya en segunda, terminó vigesimosegundo, ganándose el boleto a tercera.

### Deportivo Petare F.C. 2018
El 8 de febrero de 2018 asume las riendas del Petare F.C una nueva directiva liderada por Alejandro Giraud y Hugo Savarese. Un proyecto que nace de una alianza con la academia de fútbol Fratelsa Sport F.C, y que tiene como visión posicionarse como un club de fútbol con énfasis en su cantera. Inculcando no solo destrezas deportivas sino valores y principios para formar mejores ciudadanos y deportistas.  
Una de las primeras medidas tomadas fue devolver la palabra "Deportivo" al frente del nombre Petare F.C. De igual forma, el logo también fue modificado junto a los colores inspirándose en la idiosincrasia de Fratelsa Sport F.C.  
Deportivamente, el Deportivo Petare F.C ganó la permanencia en la Segunda División de Venezuela 2018 debido a un acuerdo con el Atlético Guanare. Siendo notificado por la Federación Venezolana de Fútbol de su continuidad en la división de plata para la temporada 2018. Inmediatamente, la gerencia rescató las fichas de varios jugadores de la plantilla del llano venezolano. Muchos de ellos, actualmente se mantienen con el equipo.
El Deportivo Petare F.C. inició su transitar en el Torneo Apertura 2018 de la división de plata del fútbol venezolano goleando 4-1 al Yaracuy FC en la primera jornada. Posteriormente, el equipo bajaría su rendimiento, llevando a la directiva a reemplazar al Director Técnico, Jhon Giraldo; por el chileno Francisco Nuñez, quién fungía como coordinador de las categorías menores del equipo. Este movimiento, trajo como consecuencia 10 partidos consecutivos invicto, bajo el mando del entrenador austral, en las competiciones de Torneo Apertura 2018, Copa Venezuela 2018 y Torneo Clausura 2018. 
El conjunto rojiazul disputaba el Clausura 2018 de la Segunda División de Venezuela 2018 con aspiraciones de acceder a la Primera División Venezolana 2019. En el campeonato de la Segunda División de Venezuela 2021 sigue jugando en la misma segunda categoría.

### Deportivo Miranda
En el 2023 volvió a cambiar nombre y ahora se llama "Deportivo Miranda Fútbol Club". En el campeonato de segunda categoría 2024-2025 el Deportvo Miranda estaba en segunda posición del grupo centro-oriental. Su logo tiene el año de fundación, que fue 1948 —cuando se llamaba "Deportivo Italia"—.

### Cambios de nombre
| Años      | Nombre completo                  | Nombre simplificado  |
| --------- | -------------------------------- | -------------------- |
| 1948-1996 | Deportivo Italia Fútbol Club     | Deportivo Italia     |
| 1996-1998 | Deportivo Chacao Fútbol Club     | Deportivo Chacao     |
| 1998-2006 | Deportivo Italchacao Fútbol Club | Deportivo Italchacao |
| 2006-2010 | Deportivo Italia Fútbol Club     | Deportivo Italia     |
| 2010-2015 | Deportivo Petare Fútbol Club     | Deportivo Petare     |
| 2015-2018 | Petare Fútbol Club               | Petare               |
| 2018-2023 | Deportivo Petare Fútbol Club     | Deportivo Petare     |
| 2023-act. | Deportivo Miranda Fútbol Club    | Deportivo Miranda    |

## Estadio
El Deportivo Miranda disputa sus partidos de local en el Estadio Brígido Iriarte, ubicado en pleno corazón de Caracas, Venezuela, en la urbanización El Paraíso. Inaugurado como «Estadio Nacional» en 1937 y remodelado desde sus cimientos para los Juegos Panamericanos de 1983. Tiene capacidad para 9800 espectadores, cómodamente sentados en la silletería dispuesta en sus dos tribunas, de dos niveles cada una.

## Uniforme
En la época del Deportivo Italia —desde 1948—, los colores fueron el azul y blanco (los mismos que la selección italiana de fútbol). En la época del Deportivo Italchacao la camiseta era azul con franjas blancas. Luego del cambio de nombre a Deportivo Petare en 2010 el equipo adoptó como primer uniforme la camiseta blanca y el short negro, teniendo como segunda equipación el tradicional azul, pero con el paso del tiempo y los nuevos accionistas del equipo, el Petare juega la mayoría de los partidos de local con la camiseta azul y el short blanco, teniendo el blanco y negro como uniforme de visitante. A partir del 2015 los colores pasaron a ser gris con un rectángulo naranja en el pecho y blanco con el mismo rectángulo naranja como uniforme de visita.
| Uniforme de Local del Deportivo Italia      | Uniforme de visitante del Deportivo Italia      | Uniforme de local del Deportivo Italchacao   | Uniforme de visitante del Deportivo Italchacao   | Uniforme de Local del Deportivo Petare       | Uniforme de Visitante del Deportivo Petare | Uniforme de Local del Petare | Uniforme de Visitante del Petare | Uniforme de Local del Petare 2016-2017 | Uniforme de Visitante del Petare 2016-2017 |  |  |  |
| Uniforme de local del Deportivo Petare 2022 | Uniforme de visitante del Deportivo Petare 2022 | Uniforme de Local del Deportivo Miranda 2023 | Uniforme de visitante del Deportivo Miranda 2023 | Uniforme de Local del Deportivo Miranda 2024 |                                            |                              |                                  |                                        |                                            |  |  |  |

## Rivalidad

### Derbi de la Capital

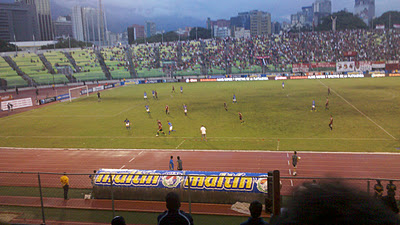
Derbi de la capital disputado el 21 de noviembre de 2011 en el Estadio Olímpico de la UCV.

El "derbi de la capital" es el encuentro protagonizado por el Deportivo Miranda y el Caracas FC. La primera vez que ambos clubes se enfrentaron en la primera división fue el 7 de junio de 1985, partido que concluyó con una victoria 2-0 a favor del Caracas FC, en aquel entonces el Petare se llamaba Deportivo Italia.
En total 88 veces se han visto las caras en la Primera División, 33 victorias para los rojos del Ávila, 27 para los azules y 28 empates. Cabe destacar que en las temporadas 2005/2006 y 2006/2007 no se registraron encuentros entre estos dos equipos, debido a la mala temporada del Italchacao en el 2004/2005 que culminó con el descenso a la segunda división.

## Datos del club
- Fundación: 18 de agosto de 1948.
- Temporadas en Primera División: 54 (1959 - 2004/05; 2007/08 - 2016).
- Temporadas en Segunda División: 7 (2005/06 - 2006/07, 2017 - presente).
- Primer partido: UCV 1-1 Deportivo Italia (20-04-1949)
- Primer partido internacional: Deportivo Italia 0-1 Atlético Junior (22-08-1949)
- Primer partido en Primera División: Deportivo Portugués 4-2 Deportivo Italia (1959)
- Primer gol en Primera División: Solé. (vs. Deportivo Portugués, 1959)
- Mayor goleada conseguida:
  - En campeonatos nacionales: Llaneros 0 - 10 Deportivo Italchacao (1999/00)[16]
  - En torneos internacionales: Deportivo Italchacao 3 - 0 Millonarios (2001)
- Mayor goleada recibida:
  - En campeonatos nacionales: Deportivo Táchira 7 - 0 Petare FC (25-10-2015)
  - En torneos internacionales: Deportivo Italia 0 - 8 Blooming (1985)
- Mejor puesto en la liga: 1.º
- Peor puesto en la liga: 16°
- Mejor participación internacional: Cuartos de final (Copa Libertadores 1969).
- Participaciones internacionales:

| Torneo                            | Ediciones                                                         |
| --------------------------------- | ----------------------------------------------------------------- |
| Copa Libertadores de América (11) | 1964, 1966, 1967, 1969, 1971, 1972, 1985, 2000, 2001, 2010, 2011. |
| Copa Conmebol (1)                 | 1998.                                                             |
| Copa Merconorte (1)               | 2001.                                                             |
| Copa Sudamericana (2)             | 2003, 2004.                                                       |

## Distinciones individuales

#### Goleadores en campeonatos nacionales
| Año                              | Jugador           | Goles |
| -------------------------------- | ----------------- | ----- |
| Copa Venezuela 1961              | Helio             | 18    |
| Primera División Venezolana 1969 | Eustaquio Batista | 19    |

### Entrenadores con más títulos
| Entrenador      | Títulos |
| --------------- | ------- |
| Orlando Fantoni | 3       |
| Elmo Correa     | 1       |
| Raúl Cavallieri | 1       |

### Portero del año
- Alan Liebeskind: (Primera División Venezolana 2008/09)

## Palmarés

### Era profesional
Nota: Indicador del récord del torneo 
Torneos nacionales (9)
| Competición nacional                | Títulos                          | Subcampeonatos                                       |
| ----------------------------------- | -------------------------------- | ---------------------------------------------------- |
| Primera División de Venezuela (5/8) | 1961, 1963, 1966, 1972, 1998/99. | 1965, 1968, 1969, 1970, 1971, 1984, 1999/00, 2008/09 |
| Torneo Clausura (1/0)               | 1999.                            |                                                      |
| Copa Venezuela (3/1)                | 1961, 1962, 1970                 | 1976.                                                |

### Era amateur
- Copa Venezuela (1): 1949.

## Fútbol femenino
Es un equipo de fútbol profesional Venezolano a nivel femenino y actualmente participa en la Liga Nacional de Fútbol Femenino de Venezuela, liga equivalente a la máxima división del fútbol femenino en Venezuela. Recientemente, en el Torneo 2018, cayeron en cuartos de final ante Dynamo F.C. siendo el único equipo de la capital en llegar a esas instancias en la Liga Nacional de Fútbol Femenino 2018.